# Batalha das Malvinas
Batalha das Malvinas ou Batalha das Ilhas Malvinas foi uma vitória da Marinha Real Britânica sobre a Marinha Imperial Alemã em 8 de dezembro de 1914, durante a Primeira Guerra Mundial, no Atlântico Sul. Os britânicos, depois de uma derrota na Batalha de Coronel para os alemães em 1 de novembro, enviaram uma grande força para rastrear e destruir o vitorioso esquadrão alemão.
O Almirante Maximilian von Spee – comandante da esquadra alemã formada por dois cruzadores blindados (SMS Scharnhorst e Gneisenau), três cruzadores rápidos (SMS Nürnberg, Dresden e Leipzig) e três navios auxiliares – tentou invadir a base de fornecimento britânica em Stanley, nas Ilhas Falkland. Um esquadrão britânico maior – formado pelos cruzadores de batalha HMS Invincible e Inflexible, os cruzadores blindados HMS Carnarvon, Cornwall e Kent, o cruzador comerciante armado HMS Macedonia e pelos cruzadores rápidos HMS Bristol e Glasgow – havia chegado no porto no dia anterior.
A visibilidade estava no seu máximo, o mar estava calmo, com uma suave brisa a noroeste e o céu estava claro e ensolarado.  Os cruzadores da esquadra alemã haviam sido detectados no início do seu avanço. Por volta das nove horas da manhã, os cruzadores britânicos estavam a perseguir cinco dos navios alemães. Todos, exceto os auxiliares Dresden e Seydlitz, foram caçados e afundados pela esquadra britânica.

## Batalha
Para a Batalha da Malvinas, o plano de ataque de Spee exigia que o SMS Gneisenau e o SMS Nürnberg seguissem para Port Stanley no meio da manhã para dar cobertura aos destacamentos que desembarcariam, a fim de destruir a estação de rádio sem fio e outras instalações navais, enquanto outros três cruzadores alemães forneceriam apoio de artilharia adicional a certa distância. A esquadra de Spee então se aproximou de Port Stanley, supondo que o mesmo estava vazio; ao constatar que não era o caso, cancelou os desembarques e ordenou imediatamente que a esquadra se reagrupasse no mar, mas não antes que do SMS Scharnhorst tivesse efetuado os primeiros disparos da batalha, tendo como alvo o HMS Canopus a uma distância de 12 800 metros. Quando ficou claro que a Força Britânica incluía dois cruzadores de batalha, Spee decidiu fugir em vez de lutar.[carece de fontes?]
Com esta retirada o comandante da armada inglesa, Almirante Sturdee, empreendeu uma caçada aos alemães com toda a sua esquadra, exceto o Canopus que continuou protegendo Port Stanley. Navegando na direção sudeste a partir das Malvinas, os navios alemães foram gradativamente perdendo a dianteira para os cruzadores britânicos mais rápidos. Diante de um confronto inevitável, Spee alterou o curso para nordeste com o Gneisenau e o Scharnhorst, numa tentativa de atrair os dois principais cruzadores britânicos, HMS Invincible e HMS Inflexible, levando-os para longe do restante da esquadra. Sturdee perseguiu os dois cruzadores alemães com seus dois navios disparando continuamente com suas baterias de 305 milímetros (o Inflexible disparou 661 vezes e o Invincible, 513). Assim que os grandes canhões entraram no raio de alcance, e dada a intenção da armada alemã continuar lutando, Spee não teve alternativa a não ser encurtar o raio de ação para que seus canhões 8,2 polegadas infligissem algum dano ao inimigos. Esta ação permitiu que dois de seus cruzadores blindados conseguissem um número respeitável de acertos no inimigo, 22 apenas no Invincible. No entanto, devido ao baixo calibre não conseguiram causar nenhum dano grave ao cruzador.[carece de fontes?]